# Brometo de potássio
Brometo de potássio (KBr) é um composto químico, formado de potássio e bromo, de fórmula KBr. É um sal sólido, cristalino de cor branca, higroscópico, solúvel em água e em etanol. Devido a sua natureza iônica, sua solução aquosa é um condutor elétrico.
Em soluções aquosas diluídas tem gosto doce, em concentrações mais altas tem gosto amargo, e quando mais concentrado tem gosto salgado para humanos (estes efeitos são devidos principalmente ao íon potássio; brometo de sódio meramente possui sabor salgado em todas as concentrações).
Foi largamente usado como um anticonvulsivo e um sedativo nos séculos XIX e XX. ação é devida ao íon brometo (o brometo de sódio é igualmente efetivo). O brometo de potássio é atualmente usado como droga veterinária, como uma droga antiepiléptica para cães e gatos.
Em altas concentrações o brometo de potássio irrita fortemente a membrana mucosa gástrica, levando à náuseas e algumas vezes ao vômito (novamente este efeito é típico de todos os sais solúveis de potássio).

## Propriedades químicas
Brometo de potássio é um típico sal iônico o qual é completamente dissociado próximo ao pH 7 em solução aquosa. Serve como uma fonte de íons brometo - esta reação é importante para a fabricação de brometo de prata para filme fotográfico:
KBr(aq) + AgNO3(aq) → AgBr(s) + KNO3(aq)
Brometo aquoso Br- sempre também forma complexos quando reage com alguns haletos metálicos tais como brometo de cobre (II):
2 KBr(aq) + CuBr2(aq) → K2[CuBr4](aq)

## Preparação
Num tradicional método para a produção de KBr é a reação de carbonato de potássio com um brometo de ferro, Fe3Br8, feito por tratar ferro em limalha sob água com excesso de bromo:[carece de fontes?]
4 K2CO3 +  Fe3Br8 → 8 KBr + Fe3O4 + 4 CO2

## Aplicações

### Medicina e veterinária
As propriedades anticonvulsionantes do brometo de potássio foram primeiro notadas por Sir Charles Locock em um encontro da Real Sociedade Médica e Cirúrgica em 1857. O brometo pode ser considerado como o primeiro medicamento efetivo para a epilepsia. Na época, era comumente considerada como causa da epilepsia a masturbação. Locock notou que o brometo diminui a excitação sexual e pensou que isto era responsável para seu sucesso em tratar as crises epilépticas. Não haveria uma droga melhor para a epilepsia até o fenobarbital em 1912. Era frequentemente dito  que o exército britânico adicionava  brometo ao chá dos soldados com o objetivo de reduzir o libido, porém é provavelmente uma "lenda urbana e histórias similares foram ditas igualmente sobre um certo número de outras substâncias.
Brometo de potássio é usado para tratar epilepsia em cães, como o tratamento "first-line" (inicial) ou além do que o fenobarbital quando as crises epilépticas não forem controladas adequadamente com o fenobarbital sozinho. O uso do brometo nos gatos é limitado porque carrega um risco substancial de causar a inflamação do pulmão (pneumonite) nesta espécie.
O brometo de potássio não é aprovado pela Agência de Medicamentos e Alimentos (FDA) dos EUA para o uso em seres humanos no controle de crises epilépticas. Na Alemanha continua a ser aprovado para o uso como uma droga antiepiléptica para seres humanos, particularmente crianças e adolescentes. Estas indicações incluem formulários severos de apreensões tônico-clônico generalizadas, de crises epilépticas de primeira infância , e igualmente de crises mioclônicas severas durante a infância. Os adultos que reagiram positivamente à droga durante a infância/adolescência podem continuar o tratamento. O KBr é vendido sob a marca Dibro-Be mono (somente RX). Quando usado para as indicações apropriadas mostra resultados promissores. A droga tem a disponibilidade biológica quase completa e uma meia vida extremamente longa de 6 semanas. Um comprimido contém 850mg de brometo de potássio. O brometo de potássio não é conhecido como interferente na absorção ou a excreção de nenhum outro anticonvulsivo.
O uso terapêutico é muito pequeno para o brometo. Como outros antiepilépticos, algumas vezes as doses terapêuticas são próximas do limite da intoxicação. Frequentemente indistinguíveis dos "esperados" efeitos colaterais, este incluem:
- Perda de apetite, náusea, letargia, propensão a sonolência durante o dia, depressão, perda de concentração e memória, confusão, dores de cabeça e
- Bromismo (reações centrais levando da sonolência ao coma, caquexia, exicose, perda de reflexos ou reflexos patológicos, crises clônicas, tremor, ataxia, perda de sensibilidade neural, parese, edema papilar dos olhos, fala anormal, edema cerebral, delírio, agressividade, psicose)
- Acne do tipo dermatite e outras formas de doenças de pele podem também ser vistas, assim como hipersecreção de muco nos pulmões. Asma e rinite podem ocorrer. raramente, disordens da língua, aftas , mal hálito e obstipação ocorrem.

### Ótica
KBr é transparente desde próximo do ultravioleta a longos comprimentos de onda do infravermelho (0.25-25 µm). KBr não tem significantes linhas de absorção óptica nesta região de transmissão. É usado para janelas óticas e prismas. Deve ser mantido em um ambiente seco devido a sua alta solumilidade e natureza higroscópica. O seu índice de refração é aproximadamente 1.55 at 1.0 µm.
Em espectroscopia de infravermelho, amostras são analisadas por moagem com pó de KBr, e pressionados em um disco. Alternativamente, as amostras podem ser analisadas como um filme líquido (puro, como uma solução, ou em uma mescla com Nujol) entre dois discos polidos de KBr.

## Primeiros Socorros
- Recomendação geral

Consultar um médico. Mostrar esta ficha de segurança ao médico de serviço.
- Se for inalado

Se for respirado, levar a pessoa para o ar fresco. Se não respirar, aplicar a respiração artificial. Consultar um
médico.
- No caso de contato com a pele

Lavar com sabão e muita água. Consultar um médico.
- No caso de contato com os olhos

Lavar cuidadosamente com muita água, durante pelo menos quinze minutos, e consultar o médico.
Se for engolido
- Nunca dar nada pela boca a uma pessoa inconsciente. Enxaguar a boca com água. Consultar um médico.